# Staroměstská (metrostation)
Staroměstská is een metrostation in de Tsjechische hoofdstad Praag aan lijn A. Het station, waarvan de naam (station) Oude Stad betekent, werd geopend op 12 augustus 1978.
Staroměstská ligt onder de Kaprovastraat, in de wijk Staré Město (Oude Stad). Dichtbij zijn enkele belangrijke bezienswaardigheden zoals de Sint-Nicolaaskerk, Týnkerk, Oudestadsplein (Staroměstské náměstí) met het Astronomisch uurwerk van Praag (Pražský orloj) en het Oudestadsraadhuis.
Vlak bij de uitgang van het station ligt het concertgebouw Rudolfinum, een van de belangrijkste neorenaissance-gebouwen in Praag.
Nemocnice Motol · Petřiny · Nádraží Veleslavín · Bořislavka · Dejvická · Hradčanská · Malostranská · Staroměstská · Můstek · Muzeum · Náměstí Míru · Jiřího z Poděbrad · Flora · Želivského · Strašnická · Skalka · Depo Hostivař